# Paweł Czarnota
Paweł Czarnota (* 14. Mai 1988 in Olkusz) ist ein polnischer Schachmeister.

## Leben
Czarnota siegte oder belegte vordere Plätze in mehreren Turnieren: 1. Platz bei der U18-Europameisterschaft in Herceg Novi (2005), 3. Platz beim 18. Cracovia Open in Krakau (2007) und 2.–9. Platz beim Najdorf-Memorial in Warschau (2009). 
Seit 2006 trägt er den Großmeister-Titel. Seine Schwester Dorota Kika (* 1987) ist eine Internationale Meisterin der Frauen (WIM).

## Mannschaftsschach

### Nationalmannschaft
Für die polnische Nationalmannschaft spielte er bei der Schacholympiade 2006.

### Vereine
In der deutschen Schachbundesliga spielte Czarnota von 2006 bis 2014 für den SV Wattenscheid. In der polnischen Mannschaftsmeisterschaft spielte er 2008 bei KSz Polonia Votum Wrocław, von 2010 bis 2015 bei UKS Rotmistrz Twoja Szkoła Grudziądz, seit 2016 spielt er bei Akademia Szachowa Gliwice. In der spanischen Mannschaftsmeisterschaft spielte Czarnota 2007 für CA Llanera Alzira.